# Alonso de Aguilar, el "Joraique"
Alonso de Aguilar, el Joraique (en castellano antiguo, Xorayque), fue un monfí o bandolero morisco nacido en Almería o, según algunos, en Tahal (provincia de Almería, Andalucía, España) alrededor de 1548 y fallecido posiblemente en Tetuán (Marruecos). Fue quizá el más notorio de los bandoleros y piratas moriscos del siglo XVI en el sur de la península ibérica. 

## Historia
Es posible que fuera oriundo de la vega del bajo río Andarax, en las cercanías de la capital, donde su familia poseía tierras, en los pagos de El Mamí, Alhadra y Viator. Otros autores apuntan a la posibilidad de que naciese en Tahal, en la provincia almeriense (sierra de los Filabres).

### Inicios de la insurgencia
Se inició en las actividades insurgentes en 1566. Encontrándose el 24 de septiembre de ese año en Tabernas, la ciudad fue atacada por piratas berberiscos, a los que se unió en sus correrías. Cabe destacar que en esa fecha se encontraba en el mismo pueblo el maestrescuela Marín, doctor canónigo de la escuela de la catedral de Almería y de origen morisco, a quien se había encomendado la erradicación del bandolerismo monfí. 
En 1568 participa en la Rebelión Morisca y dos años más tarde, en 1570, creó una cuadrilla de esclavos huidos que mantuvo en jaque a los cristianos, que fue especialmente activa entre ese año y 1573 y abarcó desde el río Andarax al río Almanzora.

### La negociación con el maestrescuela Marín
En septiembre de 1572, el maestrescuela Marín, viejo conocido del Joraique, consigue hacer que diez monfíes depongan las armas. En noviembre del mismo año, el Joraique es apresado junto a otros 41 moriscos, siendo liberados además cinco cristianos viejos. Todos ellos fueron hechos esclavos, pero solo se marcó a hierro a algunos. Al saber el Joraique, quien no había sido marcado, que los moriscos esclavos irían a galeras, decidió escapar con 13 hombres, refugiándose en las sierras almerienses de Filabres, Alhamilla y Gádor. Los ataques se multiplicaron desde 1573. 
La situación de los bandoleros sigue siendo aun así precaria, y en marzo de ese mismo año la Corona de Castilla dio al maestrescuela Marín salvonconducto para negociar con el Joraique su perdón y traslado a algún lugar de Castilla, aprovechando que eran conocidos. El acuerdo propuesto por Marín ha llegado a nuestros días.

### Huida de España y ataque a la costa almeriense
Las condiciones impuestas por el Joraique no fueron aceptadas en su totalidad por Felipe II, de modo que el monfí, sin esperar el resultado de una segunda negociación, decidió escapar a África. La noche del 17 al 18 de abril él y 30 hombres se apoderan en las playas de Vera (probablemente en las inmediaciones de Garrucha, 100 kilómetros al norte del lugar de las negociaciones) de una embarcación, tras matar a nueve cristianos. Los monfíes inutilizaron el resto de embarcaciones que había en la playa, se reunieron con tres galeotas que aguardaban en el cabo de Gata y pusieron proa al Magreb. Los cristianos viejos, empero, se alegran de perder de vista al bandolero.
Refugiado en Tetuán, el Joraique se puso al servicio de las autoridades marroquíes para organizar ataques piratas contra la costa de Almería. Ente el 16 y el 20 de septiembre de 1573 desembarcó en Agua Amarga, en el actual parque natural de Cabo de Gata-Níjar y atacó por sorpresa las poblaciones interiores de Sorbas y Tahal en una incursión de más de 60 kilómetros. En este último sembró el pánico, matando a cuatro cristianos y raptando a otros diez, y quemando tres casas. El ataque provocó una oleada de pánico que desembocó en el despoblamiento de quince aldeas vecinas. Aquel perro de Joraique, como se le llamaba, no parece que volviese a tierras de Almería después de esta incursión.

## Curiosidades

### Topónimos
- El apelativo morisco del monfí aparece como topónimo en varios lugares de Andalucía Oriental. En las cercanías de Serón, población del valle del río Almanzora situada al pie de la falda norte de la sierra de los Filabres, se sitúa el Cocón de Joraique, cerro de 1.928 m s. n. m. Asimismo, a escasos 2 km de Dólar, ya en la provincia de Granada, existe un Cerro de Joraique, el cual se integra en la falda norte de Sierra Nevada. Existe asimismo un Peñón de Joraique en el término municipal de Nacimiento (ver La leyenda de Joraique y Perea), y unos llanos y cortijo de Joraique en el término municipal de Pedro Martínez, en la provincia de Granada.

El nombre Joraique o Xorayque no es exclusivo, sin embargo, de Alonso de Aguilar, pues aparece como apelativo de otros moriscos del sureste español durante el siglo XVI.

### La leyenda de Joraique y Perea
- En Alboloduy, población de la Alpujarra Almeriense, se cuenta la leyenda de Joraique y Perea. Según la misma, el primero, morisco, era señor del Montenegro, primero de los picos de la Sierra Nevada almeriense, que domina Alboloduy. El segundo, cristiano, controlaba la margen izquierda del río Nacimiento. Entre ambos surgían a menudo disputas por los lugares donde abrevar el ganado. Un día se desafiaron en duelo: Joraique se presentó en el lugar de la cita armado de una formidable espada, pero Perea, haciendo gala de escueto valor, prefirió no hacer acto de presencia. Ante esto, Joraique se enfureció y para dejar constancia de su presencia, dio con ira varios mandobles a la roca que tenía más cercana. Desde entonces este lugar se llama de las Cuchillás. En las inmediaciones del Montenegro existe aún un peñón que se llama de Joraique, situado cerca del término municipal de Nacimiento, en un lugar que antiguamente pertenecía a Alboloduy.[4]

### La canción de Juan Perro
- Juan Perro, nombre artístico de Santiago Auserón, antiguo vocalista y letrista de Radio Futura, dedicó al personaje su tema El Joraique, incluido en su tercer disco, Mr. Hambre (2000).